# Kolmanskop
Kolmanskop (nome afrikaans che significa "la testa di Coleman", in tedesco Kolmannskuppe) è una città fantasma nel deserto del Namib, in Namibia meridionale, a pochi chilometri dalla città portuale di Lüderitz.

## Nome
Il nome della città risalirebbe a un trasportatore di nome Johnny Coleman, che durante una tempesta di sabbia abbandonò il suo carro di buoi su una piccola salita di fronte all'insediamento.

## Storia
Nel 1908 l'operaio Zacharias Lewala trovò un diamante mentre lavorava in questa zona e lo mostrò al suo supervisore, l'ispettore ferroviario tedesco August Stauch. Dopo aver appreso che questa zona era ricca di diamanti, molti minatori tedeschi vi si stabilirono e, subito dopo che il governo tedesco dichiarò la grande superficie Sperrgebiet ("zona riservata"), cominciarono a sfruttare i campi di diamanti.
Spinti dall'enorme ricchezza dei primi cercatori di diamanti, gli abitanti del villaggio costruirono la città in stile architettonico tedesco, dotandola di servizi tra cui un ospedale, una sala da ballo, una centrale elettrica, una scuola, un teatro, un casinò, un impianto di produzione di ghiaccio, così come il primo tram in Africa. Venne anche attivata una ferrovia per Lüderitz.
La città si è spopolata dopo la prima guerra mondiale, con la diminuzione dell'attività estrattiva dei diamanti, venendo definitivamente abbandonata nel 1954. Le dune di sabbia hanno invaso le abitazioni e spesso, una nebbia sottile si alza la mattina dal mare, creando un'atmosfera, se possibile, ancora più spettrale.

## Turismo
Kolmanskop è oggi una popolare destinazione turistica gestita dalla NamDeb (Namibia-De Beers). I turisti che vogliono visitare Kolmanskop devono ricevere un permesso, dato che si trova tuttora nella cosiddetta Sperrgebiet del deserto del Namib. La cittadina mineraria oggi è meta ricercata di fotografi e appassionati di città fantasma, che per questo sfidano le condizioni atmosferiche avverse, come le tempeste di sabbia.

## Nei media
La città è scenario della parte finale del film Demoniaca di Richard Stanley.
Alcuni edifici hanno ispirato la copertina dell'album The Slow Rush di Tame Impala.
Nella città sono state girate molte scene della serie tv Fallout (ispirata all’omonimo videogioco).

## Galleria d'immagini

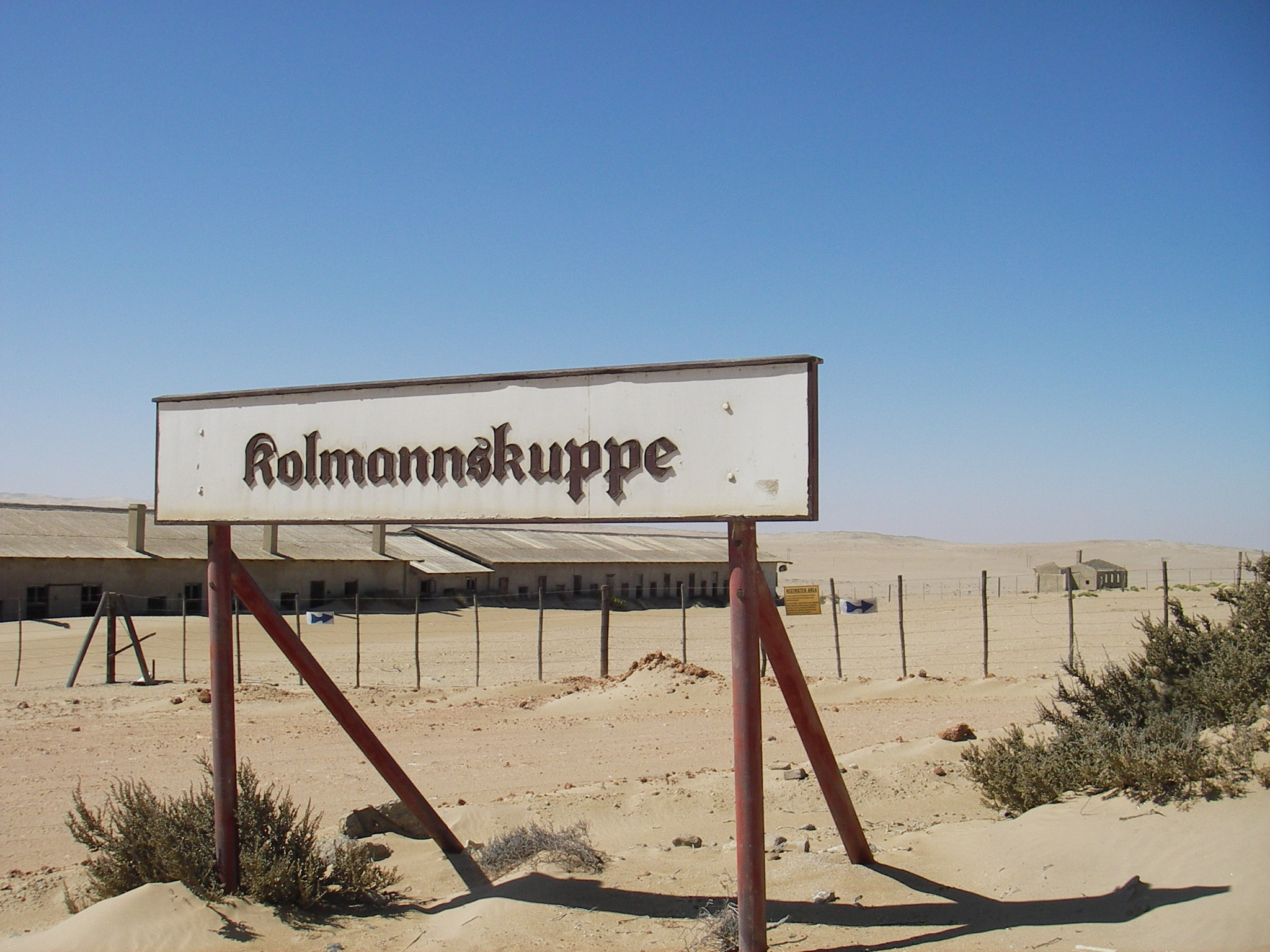
Il cartello stradale in caratteri Fraktur di Kolmannskuppe
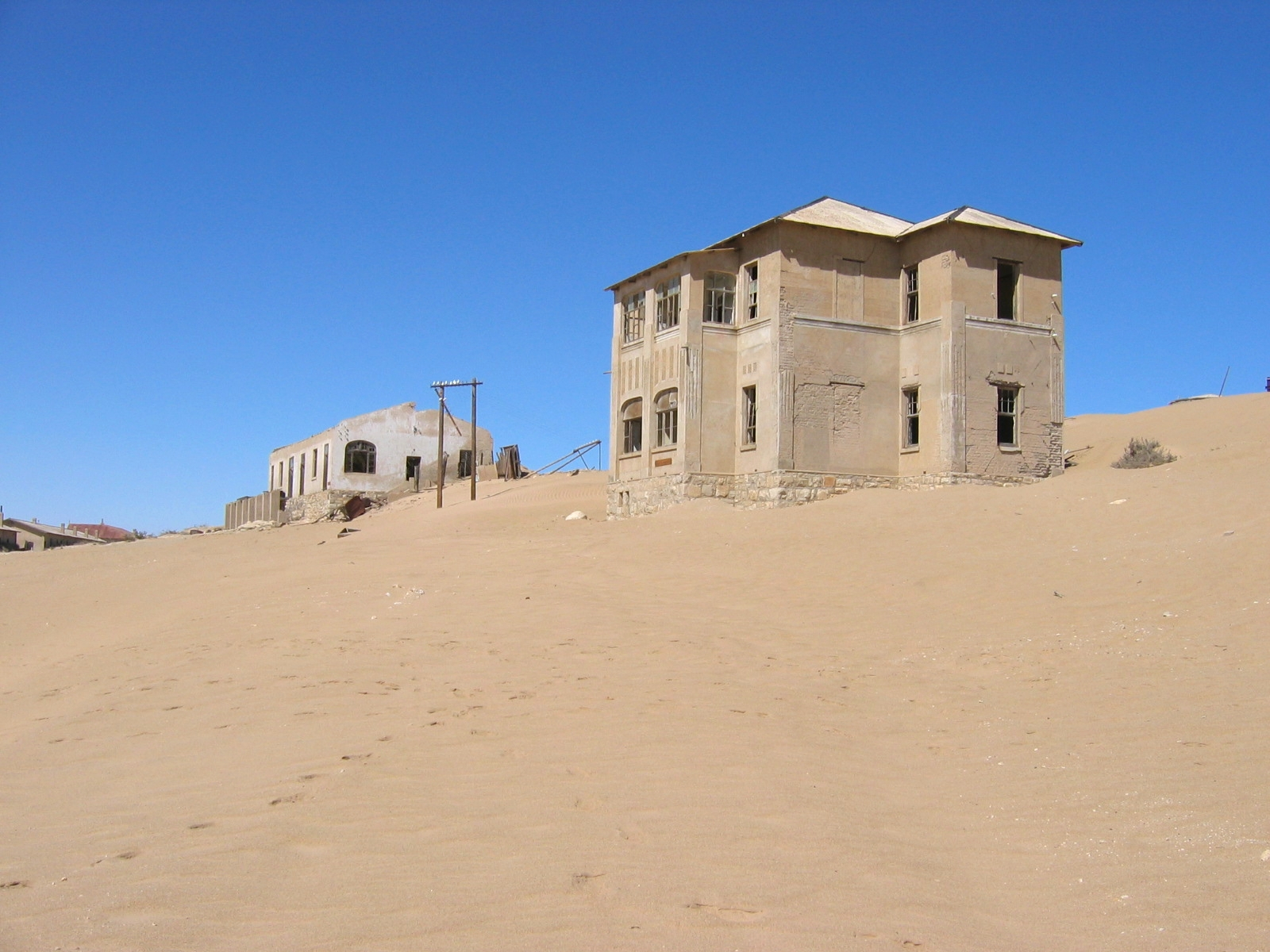
Case abbandonate a Kolmanskop
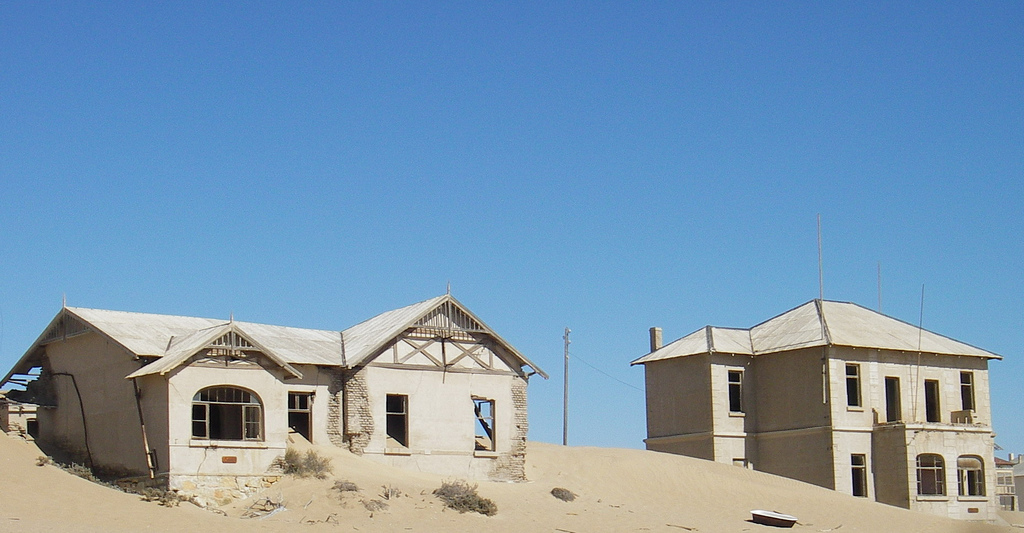
Case abbandonate
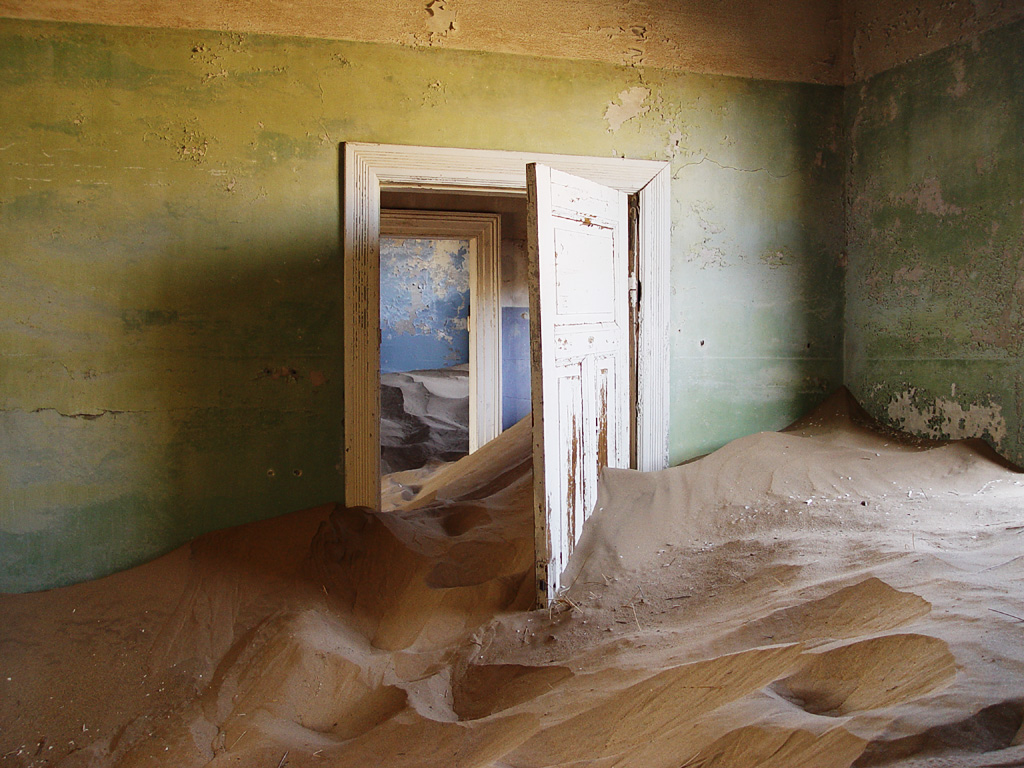
Dopo lo spopolamento, la sabbia ha invaso le case.
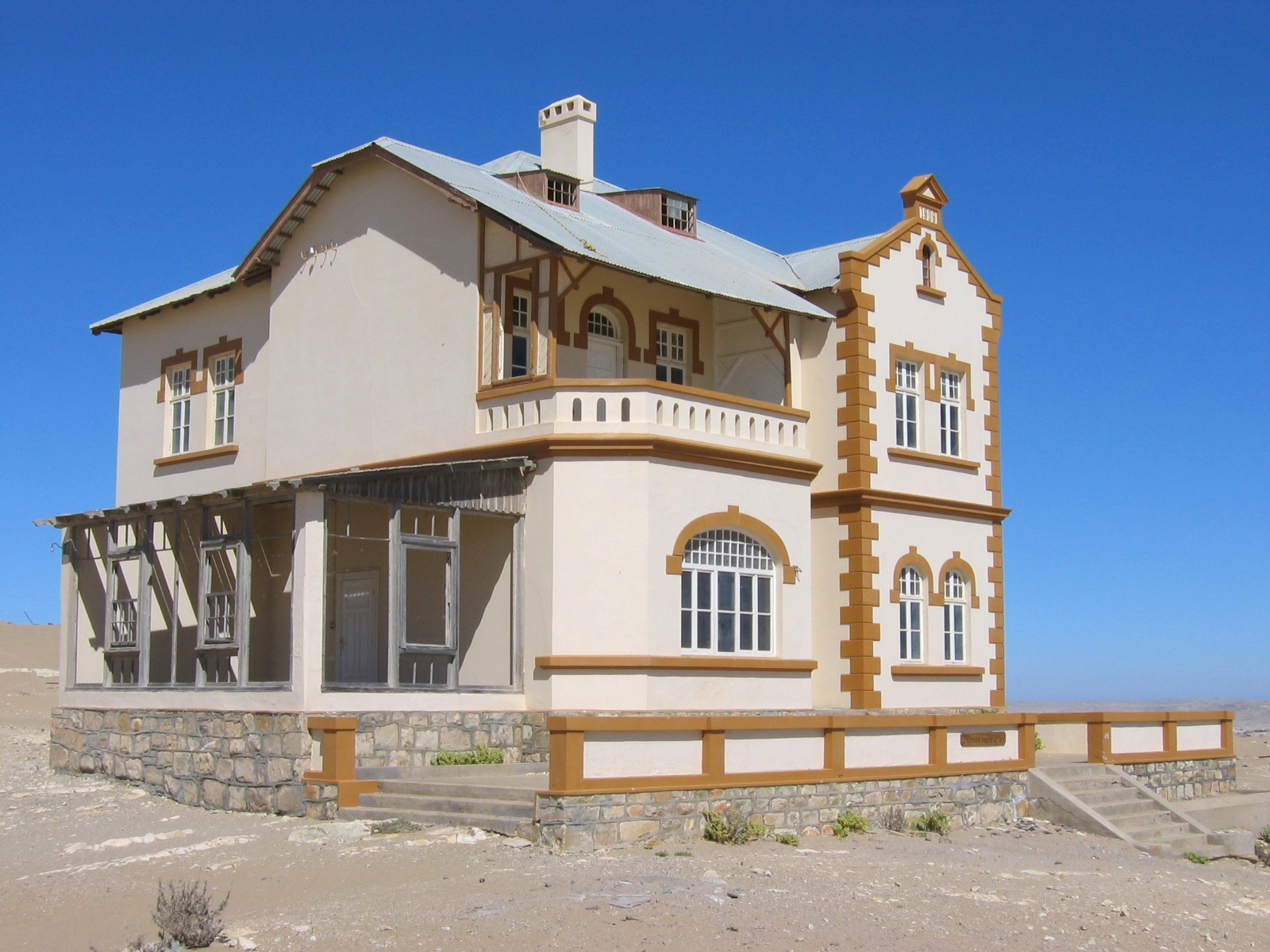
Casa del dirigente delle attività minerarie
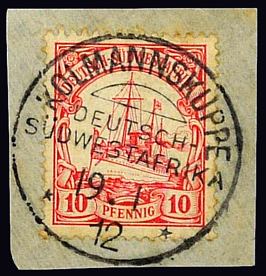
Francobolli per il tedesco Sud Africa occidentale timbro postale Kolmannskuppe 1912
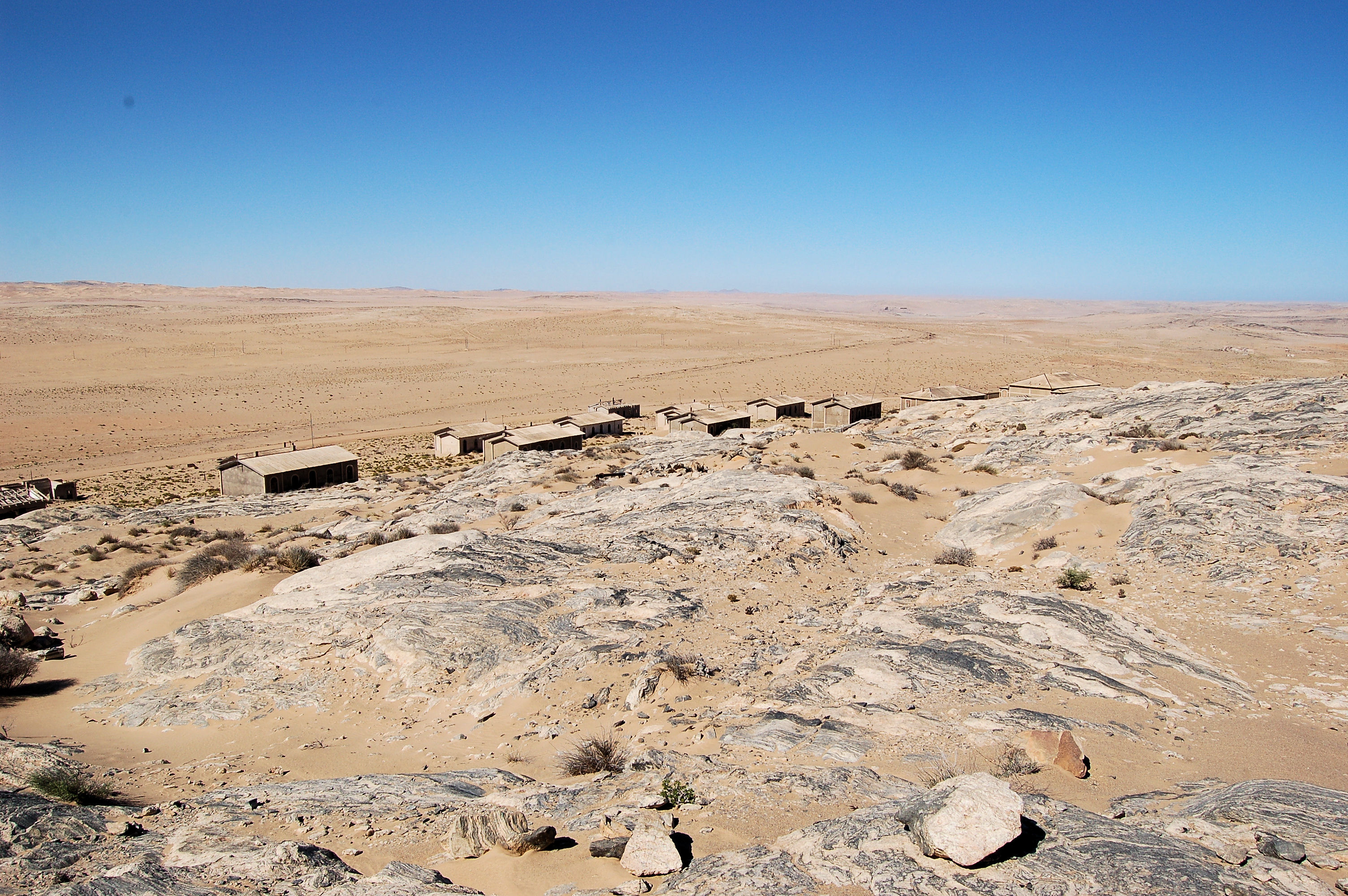
Vista principale di  Kolmannskuppe.
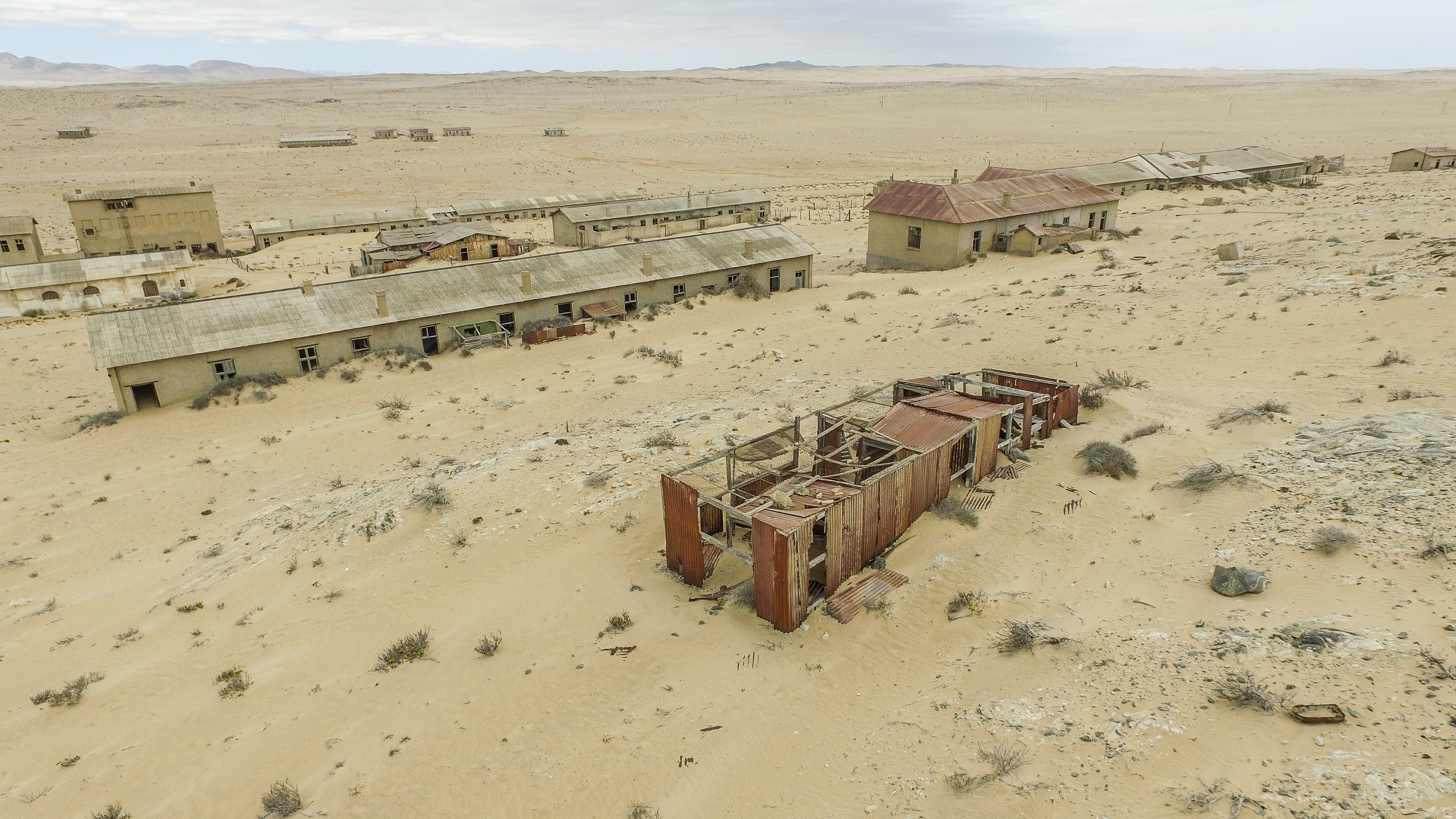
Una veduta aerea di Kolmanskop.